# ВАЗ-341
ВАЗ-341 — 4-тактный, 4-цилиндровый рядный вихрекамерный дизель размерностью 76×84 мм с рабочим объёмом 1,52 л, с жидкостной системой охлаждения. Двигатель был спроектирован в конструкторском бюро Волжского автозавода, производился на заводе Барнаултрансмаш с 2000 года.

## История
В 1980-х годах в конструкторском бюро Волжского автозавода начались разработки собственного дизельного двигателя. К середине 1980-х годов на базе блока ВАЗ-2103 был сконструирован атмосферный дизельный двигатель объёмом 1,45 л и мощностью 55 л. с., имевший много недостатков и не дошедший до серийного производства.
В 1996 году на АвтоВАЗ вернулись к идее разработки собственных дизелей, было разработано семейство вихрекамерных дизелей, включая базовую модель ВАЗ-341 объёмом 1,5 л и его модификации, различавшиеся назначением, комплектацией и техническими характеристиками, в том числе: дизели ВАЗ-3411 и ВАЗ-3431 объёмом 1,8 л с турбонаддувом. С 2000 года двигатели выпускались на Барнаултрансмаш для автомобилей ВАЗ следующих моделей: ВАЗ-2104, ВАЗ-21213, ВАЗ-2131 и ВАЗ-2123 («Нива»), выпускавшимися небольшими партиями с этого же периода на Волжском автозаводе. Дизели также могут быть использованы на автомобилях «Москвич», УАЗ, ГАЗ. Также были разработаны модификации дизеля ВАЗ-341 для минитрактора, самоходных коммунальных машин, дизель-генераторов.
Из-за недостаточной прочности поршневой группы двигателей их средний пробег до серьёзного ремонта составлял лишь 30—40 тыс. км. Позднее двигатели стали надёжнее, но вскоре универсалы ВАЗа были сняты с производства, а оставшиеся 500 двигателей были установлены на седаны. Суммарное производство товарных автомобилей, оснащённых двигателями семейства ВАЗ-341, составило около 6000 штук.

## Характеристики
Циркуляция жидкости принудительная. Привод циркуляционного насоса и вентилятора клиноременный. Дизель оснащён стартером повышенной мощности и блоком предпусковых свечей накаливания.